# Suore dell'Opera di San Paolo
Le Suore dell'Opera di San Paolo (in francese Sœurs de l'Œuvre de Saint-Paul; sigla O.S.P.) sono un istituto religioso femminile di diritto pontificio.

## Storia

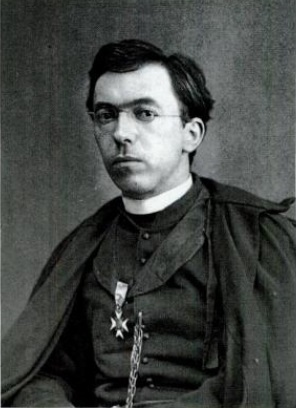
Il canonico Joseph Schorderet, fondatore della congregazione

La congregazione fu fondata dal sacerdote svizzero Joseph Schorderet: nel 1869 a Friburgo iniziò a pubblicare il quotidiano cattolico La liberté e l'8 dicembre 1873 istituì l'Œuvre de Saint-Paul, per l'apostolato della buona stampa. Schorderet intendeva dare inizio a una famiglia religiosa che comprensesse sacerdoti, fratelli, suore e laici, ma riuscì a creare solo il ramo delle religiose.
Nel 1874, a causa di uno sciopero degli gli operai, la tipografia che stampava La liberté rimase abbandonata e Schorderet riunì un gruppo di donne disposte a lavorare per il giornale assumendosi i vincoli religiosi.
Grazie anche al sostegno di papa Pio IX, l'istituto si sviluppò rapidamente e nel 1879 riuscì ad acquistare la Typographie des Célestins di Bar-le-Duc, in Francia, nota per la pubblicazione di Les Petits Bollandistes e degli Annales di Cesare Baronio.
La prima casa in terra di missione fu aperta nel 1949 in Camerun e nel 1974 fu aperta anche una casa a Saigon.
L'istituto ricevette il pontificio decreto di lode il 1º maggio 1960.

## Attività e diffusione
Le suore si dedicano all'apostolato della stampa.
Oltre che in Svizzera, sono presenti in Burundi, Camerun, Madagascar, Senegal, Vietnam; la sede generalizia è a Friburgo.
Alla fine del 2015 l'istituto contava 120 religiose in 13 case.